# Scalmatica rimosa
Scalmatica rimosa är en fjärilsart som beskrevs av Edward Meyrick 1911. Scalmatica rimosa ingår i släktet Scalmatica och familjen äkta malar.
Artens utbredningsområde är Seychellerna. Inga underarter finns listade.